# Lacrime delle Dolomiti di Sesto
Lacrime delle Dolomiti di Sesto è un film drammatico del 2014 diretto da Hubert Schönegger sulla maturazione di due giovani ragazzi tirolesi arruolati nelle milizie dell'impero austro-ungarico, durante la prima guerra mondiale.
Ambientato nelle Dolomiti di Sesto in Trentino-Alto Adige durante l'appartenenza all'impero austro-ungarico, Lacrime delle Dolomiti di Sesto è il primo film non documentario del regista ed è stato sponsorizzato da Rai Cinema, BLS, Leitner Spa e Sextner Dolomiten AG.

## Trama
Rientrando da una missione, una squadra di soccorso alpino si imbatte in un corpo mummificato sotto uno strato di ghiaccio in fase di disgelo: il corpo veste uno spesso abito e un diario viene recuperato da una sacca.
Una voce femminile annuncia che verranno narrati gli eventi della primavera del 1915, anno dell'inizio delle ostilità tra il Regno d'Italia e l'impero austro-ungarico. In un paesino delle Dolomiti di Sesto, la notizia della dichiarazione di guerra dell'Italia mette discordia anche tra i ragazzi e Franz Anderlacher viene sbeffeggiato come traditore in quanto figlio di madre italiana.
Nello stesso periodo, le truppe italiane si dirigono al nord Italia e il tenente Giorgio si rende conto che non si tratta di un'esercitazione, ma di un vero trasferimento al fronte. Passando per Chioggia saluta la fidanzata Giulia e chiede al padre il permesso di sposarla, ma ottiene un netto rifiuto.
Nelle piccole comunità austriache i ragazzi vengono arruolati nelle milizie Schützen, prestano giuramento e vengono raggruppati dal tenente Fiedler. Mentre la compagnia di Giorgio si avvicina al luogo dei primi scontri, quella di Franz ha il battesimo del fuoco e in un'infermeria trova la compaesana Anna che aiuta il padre medico. Nelle montagne innevate, reparti del Corpo degli Alpini tentano un attacco che nonostante una certa superiorità numerica viene respinto; in questa operazione sia Giorgio che Franz vengono feriti e sono costretti a ritirarsi per ricevere medicazioni. Franz si dichiara ad Anna e nonostante potrebbe restare lontano dalla guerra, decide di rientrare al fronte per solidarietà verso i compagni. In seguito evita la fucilazione per diserzione, impegnandosi nella ricerca di compagni sepolti da una valanga e recupera Peter, suo amico, ma rivale in amore.
Nel giorno della vigilia di Natale, Franz fa la conoscenza di Giorgio durante un pattugliamento: il numero limitato di soldati e la Festa religiosa permettono la condivisione di un piccolo pasto interrotto dagli echi dei cannoni. Nel frattempo in Italia, il padre di Giulia distrugge la maggior parte delle lettere che arrivano dal fronte, ma viene scoperto. Il suo tentativo di creare una relazione tra la figlia e un soldato delle retrovie indigna la ragazza, che decide di scappare di casa e raggiungere il fidanzato.
Sul versante austriaco, Peter e Franz decidono di staccarsi dal gruppo a causa delle vertigini di quest'ultimo e Peter scopre della relazione tra Anna e il suo amico. Vengono entrambi catturati dagli italiani, ma Peter continuerà ad aiutarlo mentre tentano una fuga: ne segue una sparatoria e Franz scoprirà di aver ucciso lo zio materno. Rientrati al comando, entrambi vengono premiati con una medaglia e festeggiano la fine del periodo al fronte a causa della sostituzione di tutti i militari più giovani con soldati più esperti.
Nell'infermeria italiana Giulia ritrova Giorgio, al quale dichiara fedeltà nonostante l'amputazione del braccio e il termine della sua carriera militare. Sulle montagne i ragazzi della milizia austriaca si incamminano verso casa, ma la tranquillità del gruppo svanisce sotto i bombardamenti italiani. Nel presente, il corpo mummificato viene identificato come un giovane soldato austriaco decorato e frasi del suo diario, tra cui "Mai più guerre", vengono lette durante il suo funerale religioso. I pochi sopravvissuti al bombardamento fanno rientro nei luoghi d'origine e tra questi, Anna ritrova Franz che riaccompagnerà in paese.

## Stile
L'idea della realizzazione di un film è arrivata dopo la lettura di un diario di memorie sulla prima guerra mondiale da parte del regista e si caratterizza per un'alternanza del racconto visto da parte italiana e da quella austro-ungarica, con prevalenza su quest'ultima. Le molte riprese panoramiche del terreno di scontro, tra cui le Tre Cime di Lavaredo, sono state curate dallo stesso regista, già autore di documentari. La natura viene rappresentata non solo come ambientazione, ma anche raffigurata come secondo nemico per entrambi gli schieramenti.
Gli interpreti sono per la maggior parte altoatesini oppure austriaci: si tratta di giovani allievi di scuole di recitazione, con l’eccezione di alcuni attori già affermati come il tedesco Gedeon Burkhard.
La ricostruzione dei fatti storici è tenuta in poco conto: il film predilige la valorizzazione dei paesaggi e di vari intrecci di carattere sentimentale. Non sempre i costumi sono coevi. Le prime scene, pur essendo ambientate nel 1915, allo scoppio delle ostilità, presentano errori nelle divise austriache. Un esempio molto visibile è la rosetta del feldkappe, che presenta il monogramma dell’imperatore Carlo (che diverrà tale solamente a fine 1916) e non di Francesco Giuseppe. 
La recitazione delle parti girate originariamente in italiano, in presa diretta, è estremamente carente sia per qualità tecnica sia per dizione degli attori; spesso si fa fatica a comprendere il parlato. La recitazione originariamente in tedesco è invece doppiata e ben comprensibile.